# Bupleurum wolffianum
Bupleurum wolffianum là một loài thực vật có hoa trong họ Hoa tán. Loài này được Bornm. ex H.Wolff mô tả khoa học đầu tiên năm 1910.